# Five Ashes
Five Ashes – wieś w Anglii, w hrabstwie East Sussex. Leży 20 km od miasta Lewes i 60,6 km od Londynu. W 2015 miejscowość liczyła 526 mieszkańców.